# Petra Miescher
Petra Miescher   (1971) és una infermera i política de suïssoliechtensteinesa que va exercir com a alcaldessa de Vaduz del 2023 al 2024.

## Carrera
Va estudiar a l'institut de Vaduz, i de 1990 a 1993 es va formar com a infermera a l'hospital infantil de Sankt Gallen. Del 1993 al 2023 va treballar com a infermera al mateix hospital, i també a Sydney del 2009 al 2011. Del 2013 al 2018 va ser membre de l'Equip d'Intervenció en Crisi de Liechtenstein i també va formar part de la junta de l'associació Safe Liechtenstein del 2020 al 2023.
De 2019 a 2023 va ser regidora de Vaduz i va ser elegida alcaldessa del municipi després de les eleccions municipals liechtensteineses de 2023 com a membre de la Unió Patriòtica. Va dimitir com a alcaldessa el 24 de maig de 2024 per problemes de salut. El seu càrrec va ser ocupat pel primer tinent d'alcalde Florian Meier, fins que va ser elegit alcalde de dret propi el 25 d'agost de 2024.

## Vida personal
Miescher es va casar amb el professor Daniel Miescher (nascut el 23 de febrer de 1967) l'1 de setembre de 1995 i tenen tres fills junts.